# Rika Davids
Rika Davids (pseudoniem van Rebecca David; Rotterdam, 4 september 1885 – Sobibor, 2 juli 1943) was een Nederlandse variété-artieste. Zij trad aangemoedigd door haar vader aanvankelijk samen met haar broer Louis Davids op. In 1906 had zij samen met haar broer een hoofdrol in de revue Koning ’k zie zoowat in Amsterdam. Naar aanleiding van dit succes werd een grammofoonplaat opgenomen met onder meer het nummer Een reisje langs de Rijn. Zij speelde mee in Frits van Haarlem Revue, Henri ter Hall Revue en de Meyer Hamel Revue. In de revue en film Loop naar den duivel uit 1915 speelt zij ook een rol.
Davids was van Joodse afkomst. Ze is in 1943 gedeporteerd naar Kamp Westerbork en vermoord in vernietigingskamp Sobibor.
- Biografisch Portaal: 14509645
- Gemeinsame Normdatei: 1356489419
- MusicBrainz: 7cc34b00-061f-42a0-90c8-4895c49ea7b5
- Nationale Bibliotheek van Israël: 987007423517205171
- Virtual International Authority File: 481149066436565600174